# Diplazon coccinatus
Diplazon coccinatus là một loài tò vò trong họ Ichneumonidae.